# Bundes-Rammlerschau
Die Bundes-Rammlerschau (Schreibweise auch Bundesrammlerschau, Abkürzung BRS) ist eine vom Zentralverband Deutscher Rasse-Kaninchenzüchter (ZDRK), der Dachorganisation aller etwa 149.000 Rassekaninchenzüchter in Deutschland, veranstaltete Zuchtausstellung mit Prämierung männlicher Rasse-Kaninchen („Kaninchenböcke“, Rammler). Sie findet heutzutage alle zwei Jahre statt, ebenso wie die Bundes-Kaninchenschau (auch Bundesschau, Abkürzung BKS), auf der sowohl männliche wie weibliche Tiere gezeigt und prämiert werden.
Auf den Bundes-Rammlerschauen wird wie auf den Bundesschauen der Deutsche Meister der Kaninchenzüchter ermittelt. Die beiden Schauen sind somit die bundesweiten Höhepunkte einer Wettbewerbsserie, die bei den Lokalschauen der Vereine beginnt und über die Kreis-, Bezirks- und Landesschauen zur Teilnahmeberechtigung an den Bundesausstellungen führt. Auf den Bundes-Rammlerschauen werden regelmäßig weit über 10.000 Tiere ausgestellt.
Auf den Schauen werden verschiedene Auszeichnungen, teils in mehreren Abstufungen bzw. Kategorien, verliehen:
- Deutsche Meister, Deutsche Vizemeister, Bundessieger
- Ehrenpreise der im Bereich des ausrichtenden Landesverbandes jeweils für Landwirtschaft zuständigen Landesministerien
- Große Zuchtpreise
- Medaille des Bundesministeriums für Ernährung, Landwirtschaft und Verbraucherschutz
- Plakette des Europaverbandes
- Präsidentenmedaille
- ZDRK-Plakette

Bei den Bundes-Rammlerschauen werden Staats-Ehrenpreise, ZDRK-Ehrenpreise und Landesverbands-Ehrenpreise nur auf Einzeltiere vergeben. Bundessieger werden bei Bundes-Rammlerschauen vorab als höchste Preise auf Einzeltiere vergeben. Der Bundessieger wird auf das beste Tier seiner Rasse vergeben, wenn 30 Tiere der Rasse angemeldet wurden.

## Liste der Bundes-Rammlerschauen
Die heutige Zählung beginnt nach dem Zweiten Weltkrieg:
- 1965:  1. Bundes-Rammlerschau in Essen
- 1966:  2. Bundes-Rammlerschau in Osnabrück
- 1968:  3. Bundes-Rammlerschau in Pfungstadt
- 1971:  4. Bundes-Rammlerschau in Hannover
- 1972:  5. Bundes-Rammlerschau in Kassel
- 1976:  6. Bundes-Rammlerschau in Osnabrück
- 1979:  7. Bundes-Rammlerschau in Pirmasens
- 1981:  8. Bundes-Rammlerschau in Pirmasens
- 1982:  9. Bundes-Rammlerschau in Essen
- 1984: 10. Bundes-Rammlerschau in Osnabrück
- 1987: 11. Bundes-Rammlerschau in Kassel
- 1989: 12. Bundes-Rammlerschau in Pirmasens
- 1991: 13. Bundes-Rammlerschau in Dortmund
- 1993: 14. Bundes-Rammlerschau in Oldenburg
- 1995: 15. Bundes-Rammlerschau in Offenburg
- 1997: 16. Bundes-Rammlerschau in Offenbach
- 1999: 17. Bundes-Rammlerschau in Saarbrücken
- 2001: 18. Bundes-Rammlerschau in Lingen
- 2003: 19. Bundes-Rammlerschau in Kassel
- 2005: 20. Bundes-Rammlerschau in Erfurt
- 2007: 21. Bundes-Rammlerschau in Neumünster
- 2009: 22. Bundes-Rammlerschau in Kassel
- 2011: 23. Bundes-Rammlerschau in Rheinberg
- 2013: 24. Bundes-Rammlerschau in Oldenburg
- 2015: 25. Bundes-Rammlerschau in Ulm
- 2017: 26. Bundes-Rammlerschau in Erfurt
- 2019: 27. Bundes-Rammlerschau in Halle/Saale
- 2025: 28. Bundes-Rammlerschau in Magdeburg[1]